# Волосов, Вадим Иванович
Вадим Иванович Волосов (1932—2013) — советский и российский физик, специалист в области физики плазмы, профессор НГТУ.

## Биография
Родился в Москве 5 сентября 1932 года. С 1950 года учился на физико-техническом факультете МГУ, но позднее перешёл на физический факультет вуза, окончив его в 1955 году с отличием.
С 1956 года работал в Институте атомной энергии имени И. В. Курчатова, с 1959 года — сотрудник Института ядерной физики СО АН СССР в Новосибирске.
В 1960 году защитил кандидатскую диссертацию, основу которой составили его труды по интенсивным пучкам электронов и их устойчивости.
С 1968 года работал в НЭТИ (будущий НГТУ), где стал соорганизатором кафедры электрофизических установок и ускорителей. В 1971 году защитил докторскую диссертацию и стал профессором и заведуюшим данной кафедры.
Более 10 подготовленных Волосовым специалистов высшей квалификации пополнили состав исследовательских институтов РАН.
Похоронен на Южном кладбище Новосибирска (квартал 16).

## Научные интересы
Отличительной чертой Волосова было стремление найти кардинально новые решения физико-технических задач
Наиболее успешных результатов учёный добился в исследованиях по физике плазмы, управляемой термоядерной реакции и физике газового разряда. Он занимался изучением электронных пучков с большим объёмным зарядом; разработал стелларатор для изучения распадающейся плазмы.
Предложенный Волосовым новый способ для решения задачи МГД-устойчивости вращающейся плазмы в магнитной ловушке со скрещенными полями был опробован с помощью экспериментов на созданной им установке ПСП-2, подтвердивших возможность получить МГД-устойчивую горячую (в прелелах 20 КэВ) водородную плазму с быстрым вращением. Итоги данной работы, изданные в 1991 году в журнале Nuclear fusion, получили положительную оценку в научной среде.
Другие исследования учёного были посвящены термоядерной системе с центробежным сдерживанием плазмы и прямой трансформацией энергии; интенсивному источнику медленных позитронов с применением магнитной ловушки для позитронного охлаждения.
В 1984 году Волосов открыл S-разряд в ловушке с радиальным электрическим полем, который предложил использовать для создания технологических систем.